# قتل نعمه هادی العیساوی
نعمه هادی العیساوی (درگذشته آوریل ۲۰۱۷) شیخ عشیره البو عیسی یا العیساوی از عشایر معروفی است که در مناطق مختلفی میان سرزمین‌های نجد، شام و عراق ساکن بوده‌است. شیخ نعمه هادی العیساوی بنا به گزارشهای منتشر شده در جریان دیدارش از شهر مشهد در آوریل ۲۰۱۷ به قتل رسید.

## عشیره البو عیسی یا العیساوی
این عشیره از عشایر معروف عراقی است که بعدها در مناطق حد فاصل میان حلب و آلبوکمال در مرز عراق مستقر شد. بعضی از اعضای این عشیره به عراق رفتند و در سواحل رود فرات در استانهای الانبار و کربلا مستقر شدند و تا مناطق عشیره زوبع پیش رفتند. از جمله مناطق عراق که این عشیره در آن ساکن است می‌توان به العامریه، الحصی، العجیر، المویلحة، البترة و الصخریة تا نزدیکی جرف الصخر در جنوب بغداد اشاره کرد این عشیره در چند استان عراق شامل رمادی (فلوجه)، کوفه، کربلا و سامراء ساکن است.

## جزئیات واقعه
نعمه هادی العیساوی برای زیارت مرقد امام رضا و انجام یک عمل جراحی در آوریل ۲۰۱۷ به مشهد رفته بود که بنا بر گزارشهای منتشر شده در آنجا توسط افراد ناشناس ربوده شده و در کوه‌های اطراف مشهد بعد از به قتل رساندن و جسدش را مثله کرده و سوزانده‌اند. موضوع این واقعه پس از اعلام از سوی یک نماینده پارلمان عراق و صدور بیانیه از سوی وزارت خارجه عراق پس از سه ماه رسانه‌ای شد.

## واکنش عشیره العیساوی
پسران العیساوی در پیام‌های تلویزیونی تأیید کردند که پدرشان برای درمان به مشهد سفر کرده بود.
بنا بر یک کلیپ ویدئویی که در یوتیوب گذاشته شده‌است، افراد عشیره آل عیسی، ایرانیانی که شیخ نعمه در هنگام زیارتشان از کربلا به آنها خدمات رسانی می‌کرده را متهم به قتل وی نمودند. افراد این عشیره بر عدم جدیت دولت ایران در حسابرسی از عاملین قتل تأکید کردند.

## واکنش ایران
مقامات ایران در این باره موضعگیری رسمی نکردند بنا به اخبار منتشر شده هادی العامری فرمانده شبه نظامیان بدر و همچنین قاسم سلیمانی فرمانده سپاه قدس برای آرام کردن عشیره آل عیسی خواستار شرکت در مجلس سوگواری شیخ مقتول شدند اما عشیره آل عیسی این خواسته را رد کردند.

## اطلاعیه وزارت امور خارجه عراق
روز جمعه ۷ ژوئیه ۲۰۱۷ وزارت خارجه عراق اعلام کرد که موضوع قتل شیخ عشیره نعمه هادی العیساوی را پیگیری خواهد کرد. این نهاد دولتی در ادامه نوشته‌است «تحقیقات در مورد کشته شدن این شیخ عشیره بعد از ربوده شدنش در خاک ایران ادامه دارد» و اضافه کرد که «این آدم‌ربایی و قتل موضوعی است که مقامات رژیم ایران در تهران با فردی که گمان می‌رود در این حادثه دست داشته تحقیقاتشان را ادامه می‌دهند.» احمد جمال سخنگوی وزارت خارجه عراق در اطلاعیه‌ای گفت: «وزارت خارجه عراق از طریق سفارت این کشور در تهران و کنسولگری عراق در مشهد موضوع را با مقامات ایرانی دنبال می‌کنند. این وزارت خانه عراقی تأکید می‌کند که بازجویی از یکی از متهمان دستگیر شده ادامه دارد و تلاش دولت عراق بر این است تا دست‌اندرکاران این جنایت را دستگیر کنند.

## موضعگیریها
- رئیس کمیته عشایر در مجلس نمایندگان عراق عبود العیساوی تأکید کرد که در این موضوع بی‌توجهی به خون عراقیان جالب توجه است. اینکار از طریق عدم اثبات جنایت و تلاش برای پوشاندن آن از طریق مقامات عراق و ایران انجام می‌شود.
- وزارت امور خارجه و دولت عراق خواستار دخالت جدی و واقعی برای اثبات حق شهروند مقتول و مورد پیگرد قرار دادن عاملین قتل حتی اگر در کشور دوم باشند شده‌است.[۱][۲]
- بسیاری از شیوخ عشایر کربلا از وزارت خارجه عراق خواسته‌اند تا برای انجام تحقیقات در مورد علت حادثه دخالت کند و بر تنبیهات شدید علیه مسؤلین این قتل تأکید کرده‌اند.[۵]